# Refugio de Arriba
Refugio de Arriba är en ort i Mexiko.   Den ligger i kommunen Comonfort och delstaten Guanajuato, i den centrala delen av landet, 230 km nordväst om huvudstaden Mexico City. Refugio de Arriba ligger 1 813 meter över havet och antalet invånare är 187.
Terrängen runt Refugio de Arriba är kuperad norrut, men söderut är den platt. Runt Refugio de Arriba är det ganska tätbefolkat, med 134 invånare per kvadratkilometer. Närmaste större samhälle är San Miguel de Allende, 16,8 km norr om Refugio de Arriba. I omgivningarna runt Refugio de Arriba växer huvudsakligen savannskog.